# Dames grises
Les dames grises de la Croix-Rouge americaine, ou Gray Ladies en anglais, étaient des bénévoles de la Croix-Rouge américaine qui travaillaient dans les hôpitaux américains, d'autres établissements de santé et des maisons privées. Elles fournissaient des services non médicaux aux patients malades, blessés ou handicapés, comme l'écriture et la lecture de lettres, des cours ou du soutien moral. Elles assuraient également des services d'accueil dans les centres de sang de la Croix-Rouge et s'associaient à d'autres travailleurs de la Croix-Rouge pour s'occuper des victimes de catastrophes. Leur nom provient de l'habit gris qu'elles portaient. Le service, officialisé en 1947 après la Seconde Guerre mondiale, disparait dans les années 60 pour un terme plus général de volontaires. 

## Histoire

### Création
Clara Barton, fonde la Croix-Rouge américaine en 1881 et bien vite, la position féminine prend de l'importance dans l'organisation, notamment à travers le volontariat. En 1917, les États-Unis s'impliquent dans la pleine Première Guerre mondiale,. Les blessés, ramenés à travers l'océan Atlantique, affluent à l'hôpital militaire de Walter Reed à Washington. Les infirmières de la Croix-Rouge, qui prodiguent les soins médicaux, se rendent compte que les patients se morfondent et qu'une aide extérieure, non médicale, est nécessaire. Malheureusement, l'armée américaine refuse la demande et les volontaires ne peuvent aider dans l'hôpital. Elle accepte par contre la création d'un centre de convalescence. Ainsi, dès mai 1918, ce centre de la Croix-Rouge accueille les blessés et 75 volontaires s'occupent de ceux-ci et des familles,. Leur uniforme est constitué d'abord d'un tablier bleu clair, d'un vêtement blanc et d'un voile bleu marine. Cet uniforme est cependant rapidement remplacé par un tablier gris avec une croix rouge au niveau de la poitrine et d'un long voile gris,,. Bien vite, les patients donnent à ces femmes le surnom amical de « Gray Ladies » (« dames grises »),. 

### Développement
Devant le succès, ce service s'étend à travers les hôpitaux civils et militaires des États-Unis. Les maisons de repos, les cliniques et les hospices accueillent également ces volontaires. Des hommes rejoignent également le service. Durant la Seconde Guerre mondiale, ce volontariat prend logiquement de l'ampleur et on atteint le nombre record de 50 000 dames grises œuvrant dans plus de 1000 hôpitaux sur tout le territoire américain,. En 1947, la Croix-Rouge officialise le tout sous le nom du Gray Lady Service et le service est étendu, permettant à certaines femmes de travailler sur des bases d'outre-mer. Ainsi, durant la guerre de Corée, certaines dames grises sont envoyées au Japon. En 1954, on compte 27 000 dames grises et 13 500 certificats sont remis. Dans les années 60, et devant la baisse du volontariat, notamment car les femmes deviennent de plus en plus actives professionnellement, la Croix-Rouge décide de regrouper toute la partie volontariat sous le titre de Red Cross Volunteer Services,. Le service disparait mais l'expression Gray Lady restera encore pendant quelques années dans les communications de l'organisation.

## Activités générales
Ces dames grises ne pratiquent pas d'actes médicaux. Il ne faut donc pas les confondre avec des infirmières ou des aides-soignantes. Un guide est d'ailleurs publié pour préciser les différentes tâches qu'elles peuvent accomplir,. Elles offrent des services personnels aux patients malades, blessés ou handicapés. Elles écrivent des lettres, font la lecture, donnent des cours particuliers. Elles sont également hôtesses dans les salles de récréation ou font la réception,. Lors de catastrophe naturelle, elles se joignent à l'effort commun et aident les sinistrés,.
Lors de la guerre de Corée, les dames grises offrent un service qu'on appelle le First Call Home, à savoir un premier appel téléphonique, directement depuis le lit du patient vers ses proches parents aux États-Unis. 

## Formation

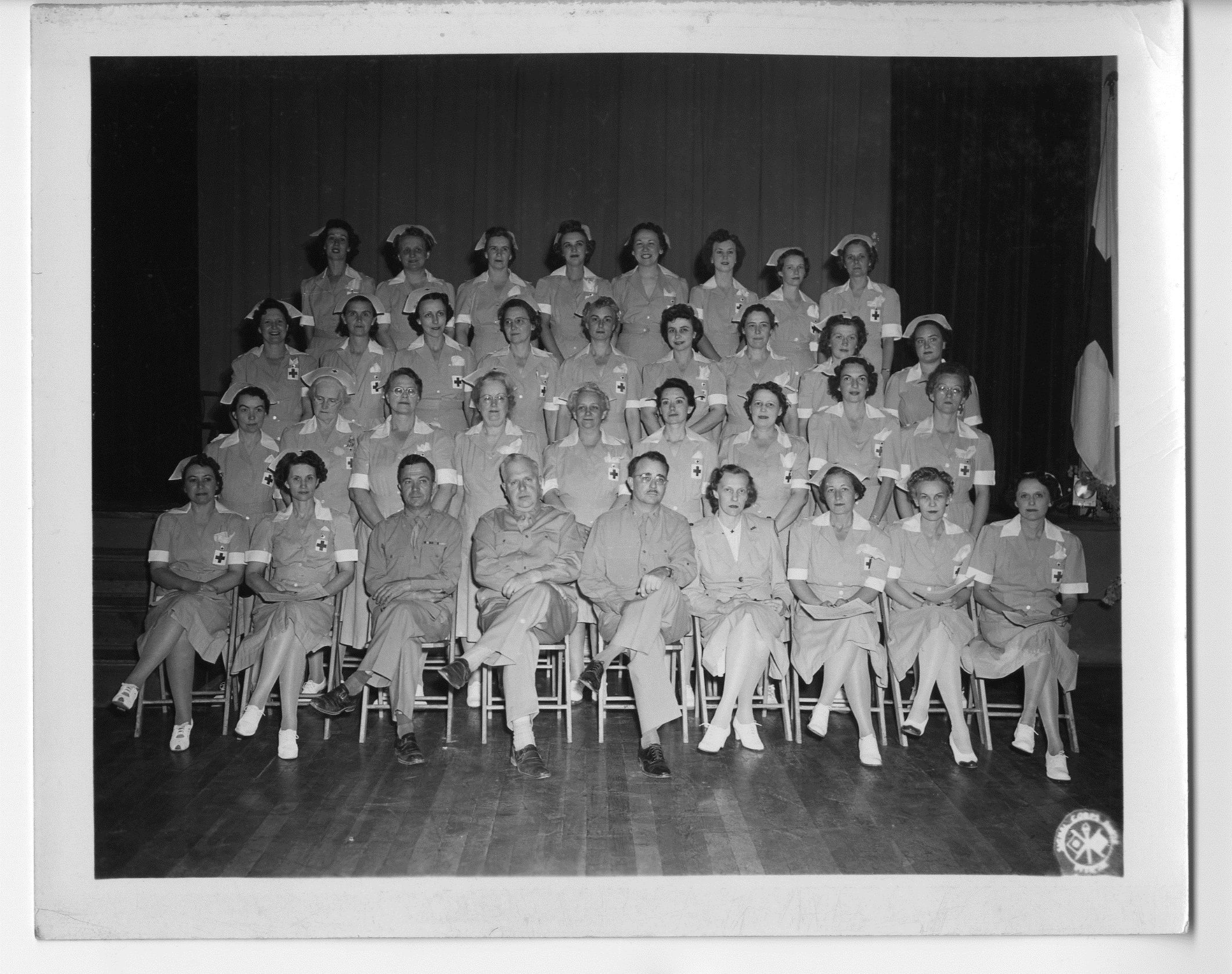
38 Gray Ladies diplômées en 1943 à l'hôpital du camp Atterbury (Indiana).

Pour devenir une dame en gris, une formation de minimum 12 heures est nécessaire, suivie d'une période pratique de minimum 10 heures. Ces femmes sont coordonnées par les membres du personnel hospitalier et elles sont soumises au règlement de l'hôpital où elles sont volontaires et au règlement général de Croix-Rouge américaine.
La formation théorique est divisée en quatre modules : un cours d'introduction à la Croix-Rouge de deux heures, un cours d'introduction sur les dames grises de deux heures, une introduction sur l'hôpital de six heures et un cours de révision de deux heures. 
Une fois les cours théoriques et pratiques terminés, un certificat est octroyé. 

## Au-delà des États-Unis
Le concept est copié dans les années 50 par le Costa-Rica, les volontaires se faisant appelées « damas blancas » (« dame blanche »). Au début des années 60, il est débattu, lors d'une réunion au Guatemala des Comités de Dames des Societés de la Croix-Rouge d'Amerique centrale et du Panama, de l'extension de ce concept sur le continent. Ainsi, la Croix-Rouge américaine forme à l'hôpital Gorgas, dans la zone du canal, 18 volontaires, trois par pays d'Amérique centrale. Diplômées, elles formeront, dans leur pays, d'autres dames grises pour étendre le service. 